# Т-Стиль
ТОВ «Т-Стиль» було засновано 6 березня 2008 року на базі Рівненського Льонокомбінату. Сфера діяльності — текстильна промисловість. На виробництві задіяні понад 1500 працівників. Зараз Льонокомбінат має офіційний бренд «Goldi». У 2018 році запустили джинсове виробництво, виробництво курток та футболок.

## Опис
ТОВ «Т-Стиль» виготовляє та реалізовує тканину різного типу: кулірка, піке, плюшева тканина, інтерлок, резинка (рубчик та рібана), двонитка, тринитка. Ми використовуємо бавовняну, віскозну, акрилову, поліефірну пряжі та їх суміші. А також шиємо готовий одяг з цієї тканини. На сьогоднішній день на підприємстві реорганізовано та відремонтовано значну частину цехів, в яких здійснюється виробництво тканини на найсучаснішому в світі обладнанні. 
Потужність виробництва – 20 тон полотна на добу. 

## Устаткування

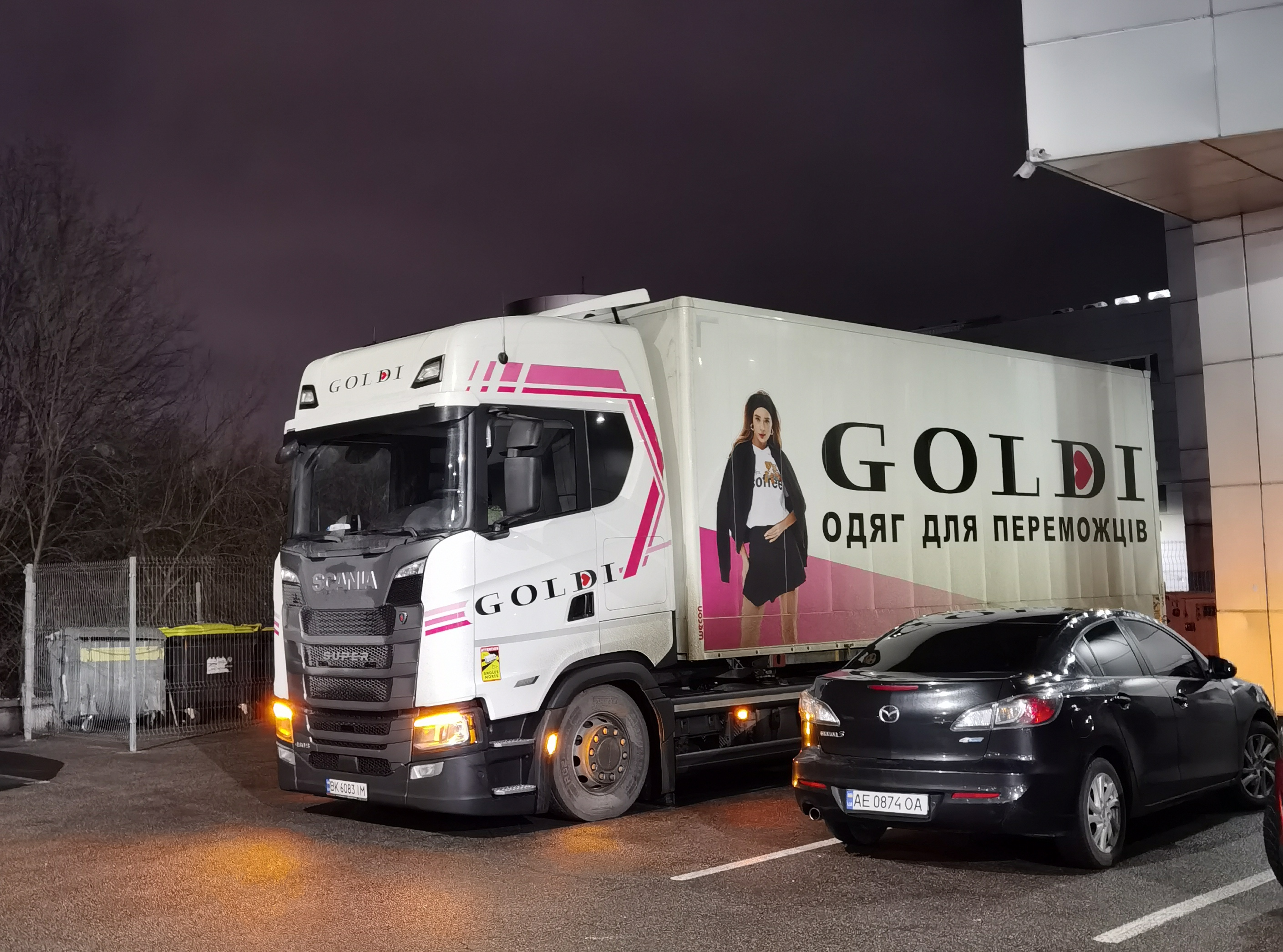
Вантажівка Goldi

- Вантажівка Goldi високопродуктивні круглов’язальні машини компаній  "Mayer & Cie", "Terrot", "Monarch", у кількості 30 одиниць;
- машини для фарбування трикотажного полотна компанії "Thies" – 7 одиниць;
- машина для фарбування ткацького полотна компанії "Vald. Henriksen" – одна одиниця;
- високопродуктивна лінія для сушіння та обробки відкритого трикотажного полотна "Bruckner" – 3 машини;
- прогресивна лінія для сушіння та обробки трикотажного полотна тубулярної форми від європейських компаній "Bianco S.P.A", "Lafer S.P.A.", "Monforts Textilmaschinen GmbH”;
- обладнання для сушіння та фарбування плюшевого полотна компанії "Thies GmbH;
- ворсувальне, шліфувальне та стригальне обладнання для обробки полотна від компанії "Lafer" - 3 одиниці;
- автоматичні друкарські верстати для нанесення принтів на розкроєні частини полотна та готові вироби, виробництва португальської фірми "S.ROQUE” та польської компанії "Anatol"  ;
- машини для виготовлення аксесуарів ( шнурівок та резинки) від іспанського виробника "Construccione  Metalurgicas Especiales S.A.” ;
- бракувальна та автоматична пакувальна машини від компанії  "Daroitex" – 2 одиниці;
- швейне обладнання від компаній "Juki" та "Rimoldi” – 85 одиниць;
- розкрійне обладнання виготовлене фірмою  "Su Lee Machine”- 2 розкрійні лінії;
- сучасне лабораторне обладнання, зокрема спектрофотометр, інфрачервона лабораторна фарбувальна машина та шафа з різними типами освітлення від німецької компанії "Datacolor" для підбору відтінків та здійснення лабораторних фарбувань зразків полотна.

## Партнери
Рівноправним та найближчим партнером ТОВ «Т-Стиль» є Асоціація приватних підприємців  «Едельвейс» у м. Хмельницькому. Тут працюють дві потужні фабрики – трикотажна та швейна. Трикотажне виробництво виготовляє верхній трикотаж (светри, туніки, сукні), як чоловічого так і жіночого асортименту. Обладнання: 45 плосков’язальних машин німецької компанії "Stoll". Швейна фабрика випускає широкий асортимент продукції : майки, футболки, джемпера, сукні та спідниці, жіночий та чоловічий спортивний одяг, одяг для дітей. Обладнання: більш, ніж 100 швейних машин від компаній "Juki" та "Rimoldi". Якісною тканиною швейне виробництво постачає рівненське підприємство ТОВ «Т-Стиль». На фабриці працюють понад 400 працівників.